# Yasuhiro Hato
Yasuhiro Hato (Prefectura de Hyogo, Japó, 4 de maig de 1976) és un exfutbolista japonès.

## Selecció japonesa
Yasuhiro Hato va disputar 15 partits amb la selecció japonesa.